# 三河槙原駅
三河槙原駅（みかわまきはらえき）は、愛知県新城市豊岡字ドウデイにある、東海旅客鉄道（JR東海）飯田線の駅である。

## 概要
豊橋駅（愛知県）と辰野駅（長野県）を結ぶ飯田線の途中駅（中間駅）の一つである。新城市北東の長篠地区に位置する。
鳳来寺鉄道によって1923年（大正12年）に開設された。その後国有化を経て、1987年（昭和62年）にJR東海へ継承されて現在に至っている。

## 歴史
当駅を開設した鳳来寺鉄道は、現在の飯田線中南部に当たる大海 - 三河川合間を建設した私鉄である。この区間が建設された1923年2月に、当駅はその途中駅として新設された。この鳳来寺鉄道の鉄道路線は1943年（昭和18年）8月に買収・国有化されて国鉄飯田線の一部となるが、それに伴って当駅も国鉄に移管された。
国有化後の昭和30年代、駅近くに採石場があり、砕石の積出し駅であった。しかし1971年（昭和46年）12月、開設時から行っていた貨物取扱は廃止され、旅客駅となった。そして1987年4月の国鉄分割民営化を迎え、JR東海へと継承されている。

### 年表
- 1923年（大正12年）2月1日：鳳来寺鉄道の駅として開設[3]。
- 1943年（昭和18年）8月1日：国有化、国鉄飯田線の駅となる[3]。
- 1971年（昭和46年）12月1日：貨物と荷物の取り扱いを廃止[3]。
- 1979年（昭和54年）5月26日：愛知県民の森で行われた第30回全国植樹祭のため豊橋駅 - 当駅間にお召し列車が運転され[4]、昭和天皇・香淳皇后が下車。
- 1984年（昭和59年）2月24日：飯田線南部への列車集中制御装置 (CTC) 導入に伴い、無人駅化[1][5]。
- 1987年（昭和62年）4月1日：国鉄分割民営化によりJR東海が継承[3]。
- 2022年（令和4年）5月31日：三河槙原 - 湯谷温泉間で落石があり翌月にかけて不通になった。この影響で当駅構内には213系が留置されたが、留置中に車両から方向幕等が盗まれる被害が生じた。JR東海から被害届を受けた新城警察署は、窃盗事件として捜査を行った[6]。

## 駅構造
島式ホーム1面2線を有する地上駅である。ホーム番線は北側が1番線、南側が2番線である。
駅舎は構内北側にあり、ホームとは構内踏切で繋がる。無人駅（駅員無配置駅）であり、管理駅（駅長配置駅）である豊川駅の管理下に置かれている。トイレあり。

### のりば
| 番線 | 路線      | 方向 | 行先               |
| ---- | --------- | ---- | ------------------ |
| 1    | CD 飯田線 | 下り | 中部天竜・飯田方面 |
| 2    | CD 飯田線 | 上り | 豊橋方面           |

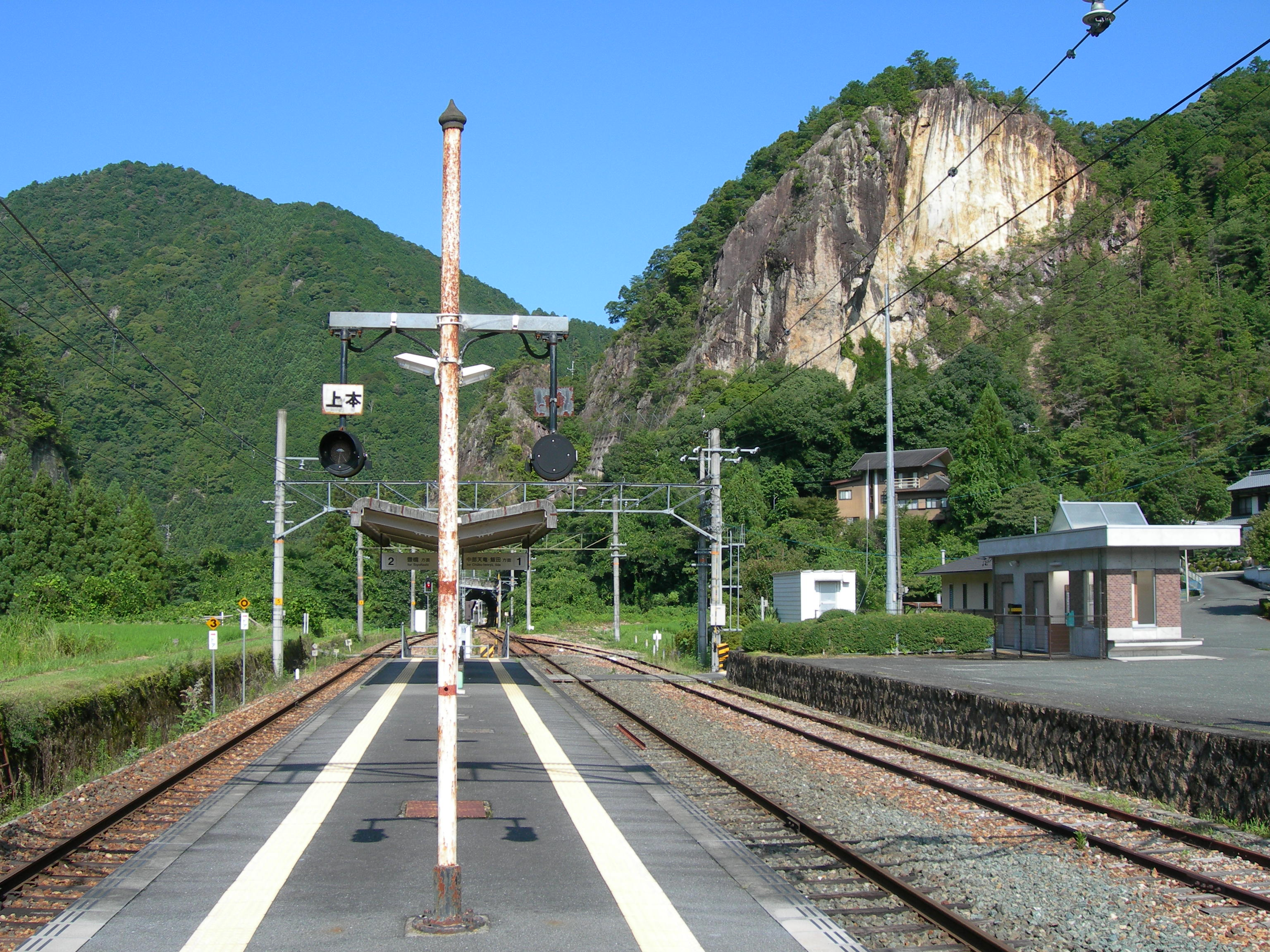
ホーム（2009年7月）

## 停車列車
2011年3月改正時点で、下り（中部天竜方面行）は1日12本（ほぼ1 - 3時間毎に1本）、上り（豊橋方面行）は13本（1 - 3時間に1本、最大1時間に2本）の列車が設定されている。種別は普通列車が主だが、上り1本のみ快速列車がある。特急「伊那路」は停車しない。

## 駅周辺
駅があるのはドウデイと言う集落である。豊川の支流宇連川（三輪川）の右岸にあり、駅が出来た大正時代に集落が形成された。駅の西側のトンネルを抜けた先は槙原という集落となる。一方、駅の東側に架かる橋を渡った先の宇連川左岸は名越と言う集落である。ここを通る国道151号（別所街道）を東へ進むと次の柿平駅の対岸へと出、反対側へ進むと能登瀬と言う集落へ抜ける。
愛知県民の森は、駅東側の道路を進んでいった先にある。

## 隣の駅
東海旅客鉄道（JR東海）
CD 飯田線
■快速（上りのみ運転）
湯谷温泉駅 ← 三河槙原駅 ← 三河川合駅
■普通
湯谷温泉駅 - 三河槙原駅 - 柿平駅（一部通過） - 三河川合駅